# Alex Callier
Pour les articles homonymes, voir Callier.
Alex Callier (né à Saint-Nicolas, le 6 décembre 1972) est un musicien belge, surtout connu pour son groupe Hooverphonic.

## Biographie

### Enfance et formation
Callier a fait ses études en Image, son et montage au RITCS entre 1990 et 1993. 

### Carrière
Après ses études, il a commencé à travailler comme technicien du son de la chaîne publique flamande VRT (en particulier pour la série FC De Kampioenen). En 1995, il a co-fondé Hoover (plus tard le groupe deviendra Hooverphonic), où il est actif en tant que musicien, mais aussi en tant que compositeur et producteur. En 1999, il écrit la musique pour le film belge Shades. En 2000, il a reçu le prix ZAMU du meilleur producteur belge pour cela.
En 2009, il lance son projet solo Hairglow. En 2018, il a co-écrit A Matter of Time, la chanson avec laquelle Sennek est allé au concours Eurovision de la chanson.

### The Voice van Vlaanderen
En 2012 et 2013, il a été membre du jury du programme: The Voice van Vlaanderen. Dans ce concours de chant, il accompagne de jeunes artistes au début de leur carrière de chanteur. En 2017, il revient dans l'émission de télévision. Il était également présent en tant que membre du jury en 2019.

## Engagements
Alex Callier était en faveur du traité ACAC maintenant rejeté. Il a défendu cette proposition de restriction d'Internet au Parlement européen.